# Mindaugas Ežerskis
Mindaugas Ežerskis (Šiaudaliai, 2 de agosto de 1977) es un deportista lituano que compitió en lucha grecorromana.
Ganó una medalla de plata en el Campeonato Mundial de Lucha de 2007 y tres medallas en el Campeonato Europeo de Lucha entre los años 2005 y 2012.
Participó en tres Juegos Olímpicos de Verano, ocupando el séptimo lugar en Pekín 2008, el octavo lugar en Sídney 2000 y el 13.º en Atenas 2004.

## Palmarés internacional
| Campeonato Mundial | Campeonato Mundial | Campeonato Mundial | Campeonato Mundial |
| Año                | Lugar              | Medalla            | Categoría          |
| ------------------ | ------------------ | ------------------ | ------------------ |
| 2007               | Bakú (Azerbaiyán)  | Medalla de plata   | 96 kg              |
| Campeonato Europeo |                    |                    |                    |
| Año                | Lugar              | Medalla            | Categoría          |
| 2005               | Varna (Bulgaria)   | Medalla de bronce  | 96 kg              |
| 2009               | Vilna (Lituania)   | Medalla de plata   | 96 kg              |
| 2012               | Belgrado (Serbia)  | Medalla de plata   | 96 kg              |